# 菲瑟爾河
53°3′37″N 9°29′26″E / 53.06028°N 9.49056°E
菲瑟爾河（德語：Vissel），是德國的河流，位於該國西北部，由下薩克森州負責管轄，屬於羅道河的支流，河道全長12公里，發源自菲瑟爾赫沃德，河口處在博特爾西南面。